# قصبة المضمار
قصبة المضمار هو برج قديم مبني من الطين في محافظة بدر الجنوب بنجران، ويُعد أحد المعالم التراثية المميزة، تم ترميمه وتجديده حديثًا، وتحيط به بعض البيوت الطينية القديمة والمباني الحديثة. وتُعد القصبة أحد أبرز شواهد العمارة الطينية التقليدية في المنطقة، ويُقدّر تاريخ بنائها بأكثر من ثلاثة قرون. وتُصنف القصبة ضمن أنماط "الأبراج الطينية"، التي كانت تستخدم لأغراض المراقبة والحماية في القرى الزراعية.

## الوصف
قصبة الهواء هي عبارة عن برج قديم بني من الطين على شكل أسطواني، ويحيط بقصبة الهواء مجموعة من المنازل القديمة التي بنيت من الطين أيضًا لكي تتناسب مع الشكل المعماري لقصبة الهواء، بالإضافة إلى وجود منازل ومباني حديثة أيضًا. وقد تأثر الهيكل الخارجي لقصبة المضمار بشكل كبير وذلك بفعل عوامل الزمن وعوامل الطبيعة والتعرية وغيرها، ولذلك تم ترميمها.

## الوظيفة التاريخية
شُيّدت قصبة المضمار قبل أكثر من 300 عام في حي المضمار بمحافظة بدر الجنوب، وفق نمط العمارة الطينية التقليدية الذي تشتهر به المنطقة، والمعروف باسم "القصبة". يُبنى هذا النوع من المنشآت عادةً في وسط القرى، ويُستخدم لأغراض المراقبة والحماية، لا سيما لمتابعة الحقول الزراعية المجاورة.
يتسم تصميم القصبة بشكل دائري يبدأ بقاعدة عريضة تتناقص تدريجيًا مع الارتفاع، وهو ما يُشبه أبراج الحراسة، مما أكسبها هذا الاسم المحلي. وتتكوّن قصبة المضمار من سبعة أدوار، وتتمتع بموقع استراتيجي يُتيح لها الإشراف الكامل على القرية، والوادي المحيط بها، بالإضافة إلى جبل "القهرة" المجاور. وقد خضعت القصبة لأعمال ترميم مؤخرًا بإشراف من هيئة التراث في منطقة نجران، ضمن جهود المحافظة على المعالم التاريخية وإعادة تأهيلها.

## الموقع والعمارة
تقع قصبة المضمار وسط حي المضمار التاريخي، الذي تنتشر فيه البيوت الطينية القديمة، وتشكل القصبة عنصرًا بصريًا بارزًا في النسيج العمراني للحي، بفضل ارتفاعها وشكلها الدائري. ويتسم البناء بقاعدة دائرية واسعة تضيق تدريجيًا مع الارتفاع، وهو نمط معماري شائع في المنطقة يُعرف باسم "القصبة"، ويشبه في تصميمه أبراج الحراسة.
تتكوّن القصبة من سبعة أدوار، وتُشرف على القرية والوادي المحيط، وجبل "القهرة"، مما يتيح رؤية بانورامية للمنطقة. وقد تم ترميمها مؤخرًا بإشراف هيئة التراث في منطقة نجران، ضمن جهودها للحفاظ على المباني التراثية وتأهيلها.

## المعالم المرتبطة
| اسم المعلم             | الوصف |
| ---------------------- | --- |
| قلعة القشلة            | تقع على قمة جبل القهرة، وتُطل على مركز محافظة بدر الجنوب من جميع الجهات، مما يوفر إطلالة بانورامية على القرية القديمة. تُعد من المعالم الدفاعية البارزة في المنطقة.                   |
| قصر الثغر              | معلم أثري يعود إلى عهد الدولة السعودية الأولى، شُيّد بأمر من الإمام سعود بن عبدالعزيز بن محمد عام 1221هـ. يتكوّن من أربعة أدوار حجرية، ويحيط به سور كبير يتوسطه برج مراقبة وبئر عميقة. |
| البيوت الطينية القديمة | تنتشر في أرجاء محافظة بدر الجنوب، وتمثل أحد أنماط العمارة التقليدية في المنطقة، وتعكس البيئة الجبلية والزراعية لسكانها.                                                             |

## معرض صور

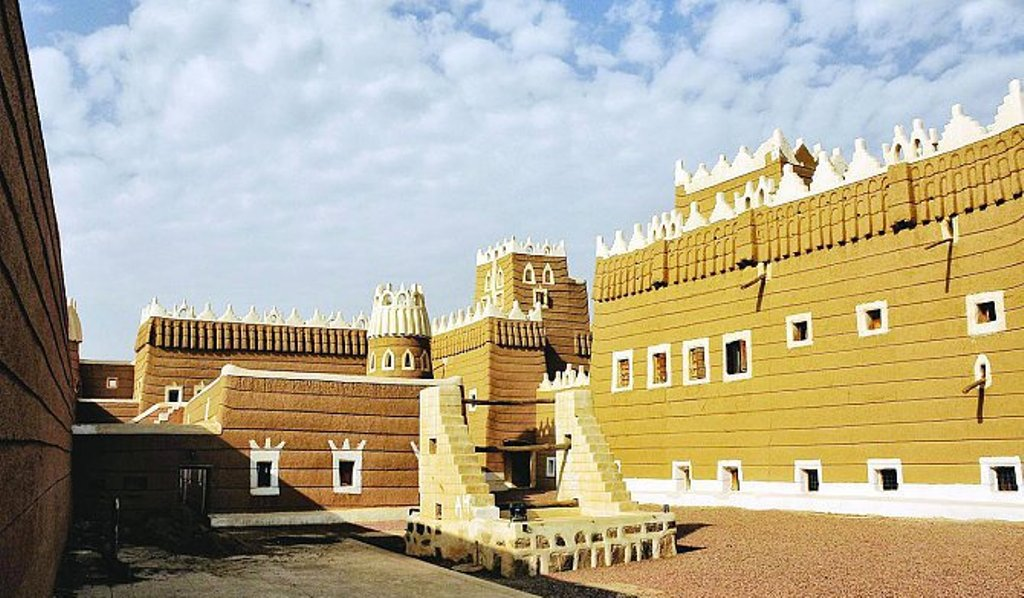
أمارة نجران قديماً
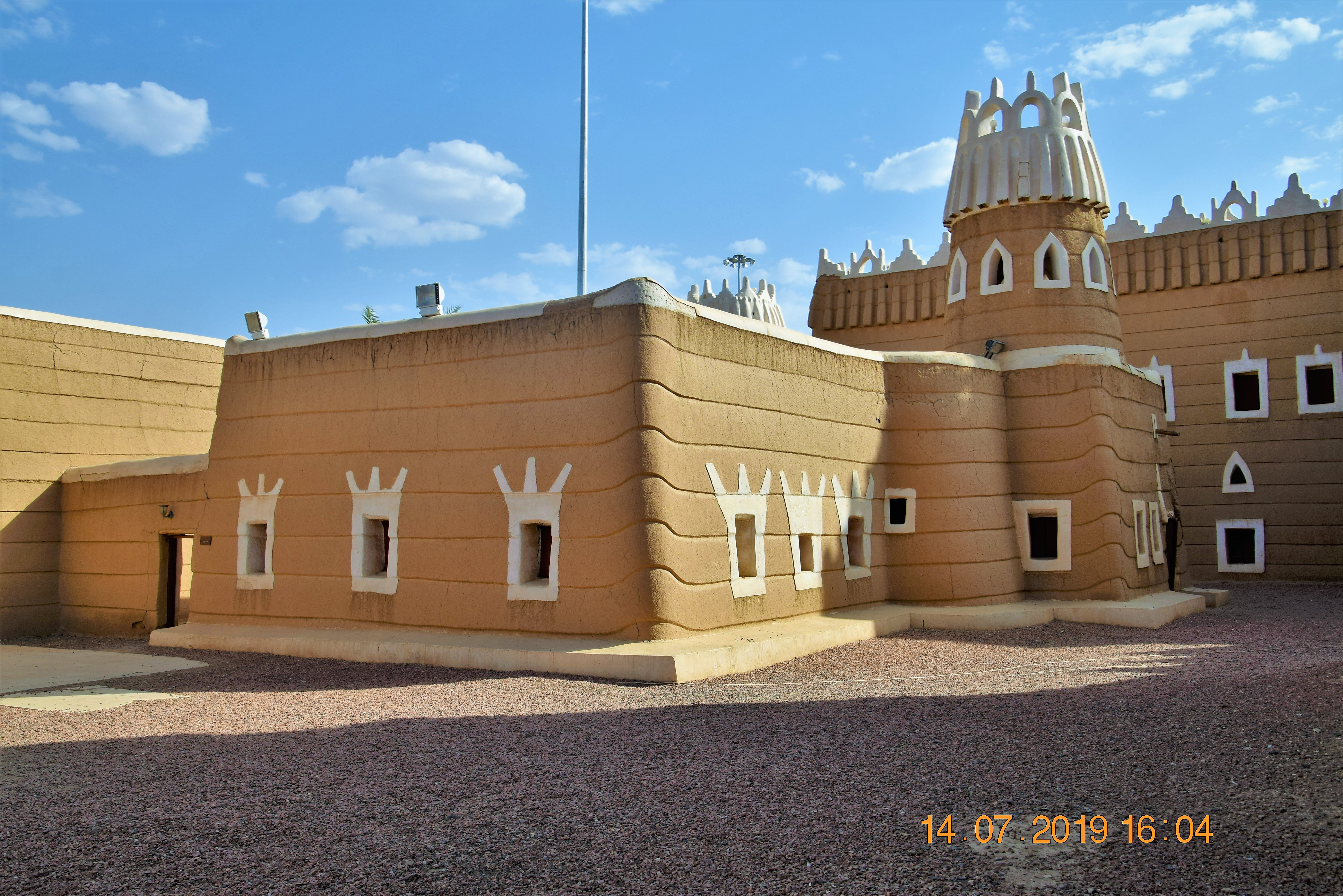
قصر الأمارة في نجران
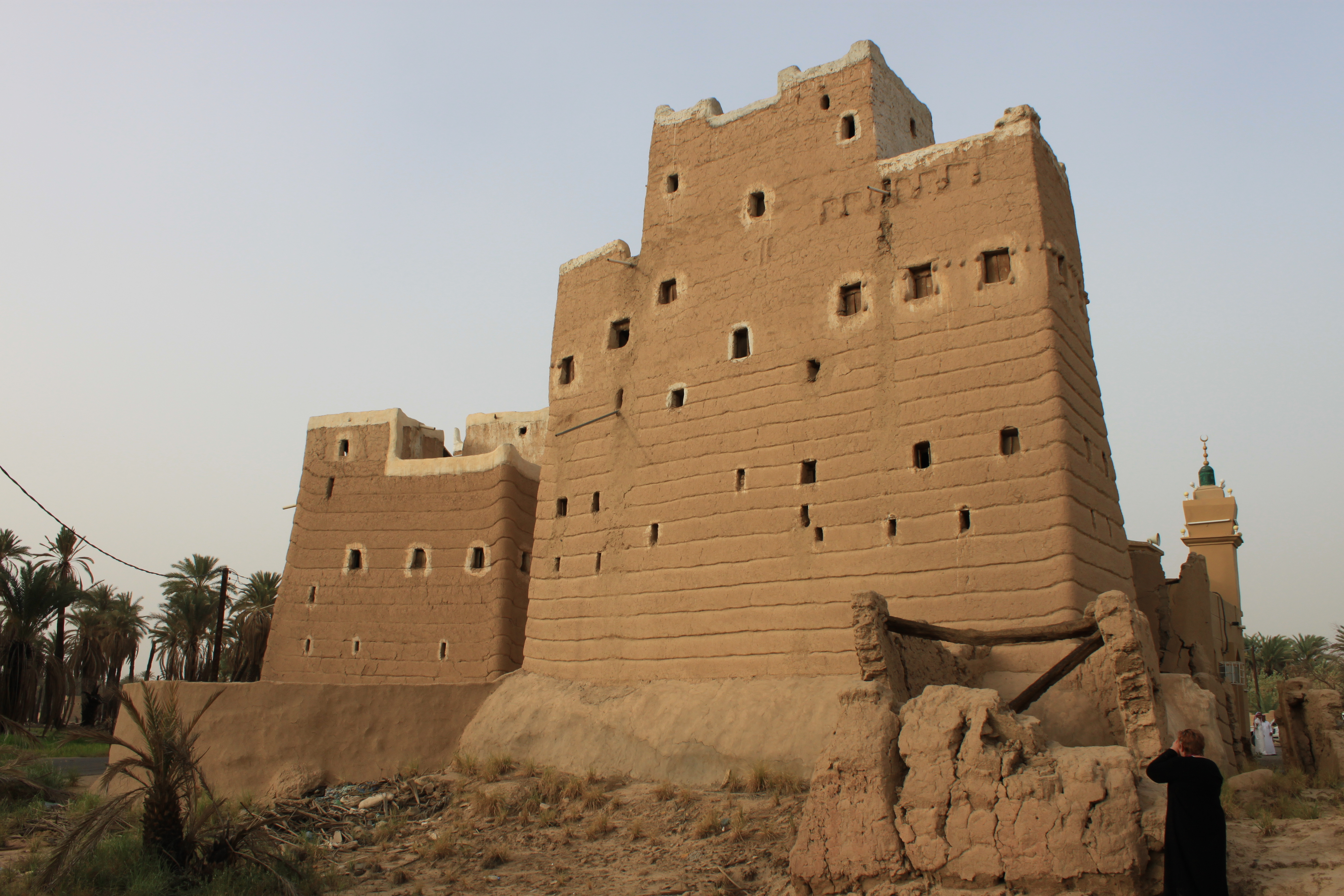
بيت من الطين في نجران
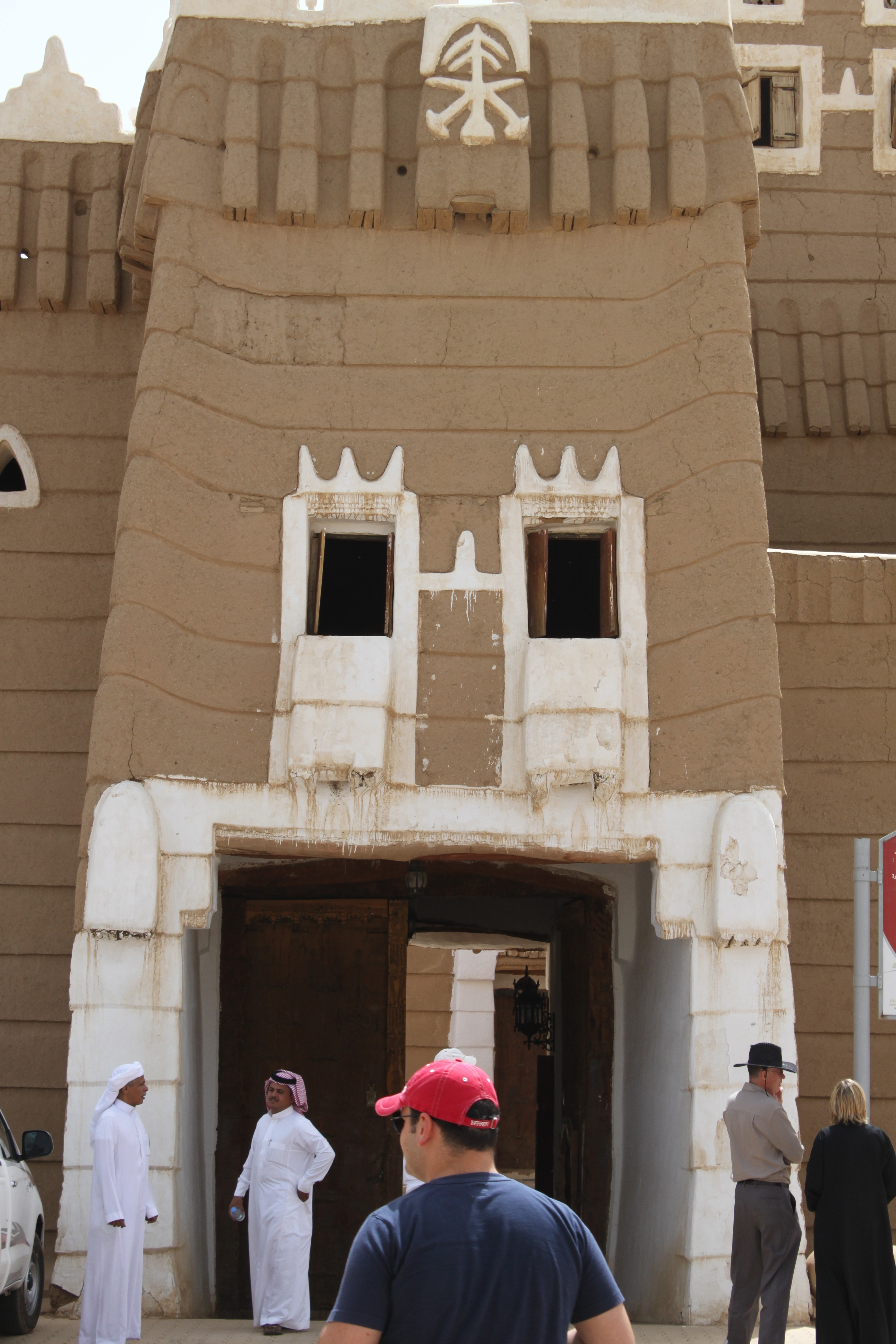
آثار من مدينة نجران
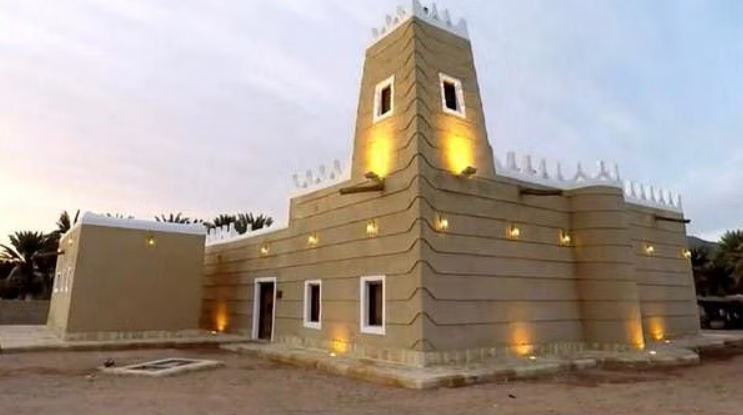
مسجد أبي بكر الصديق في نجران
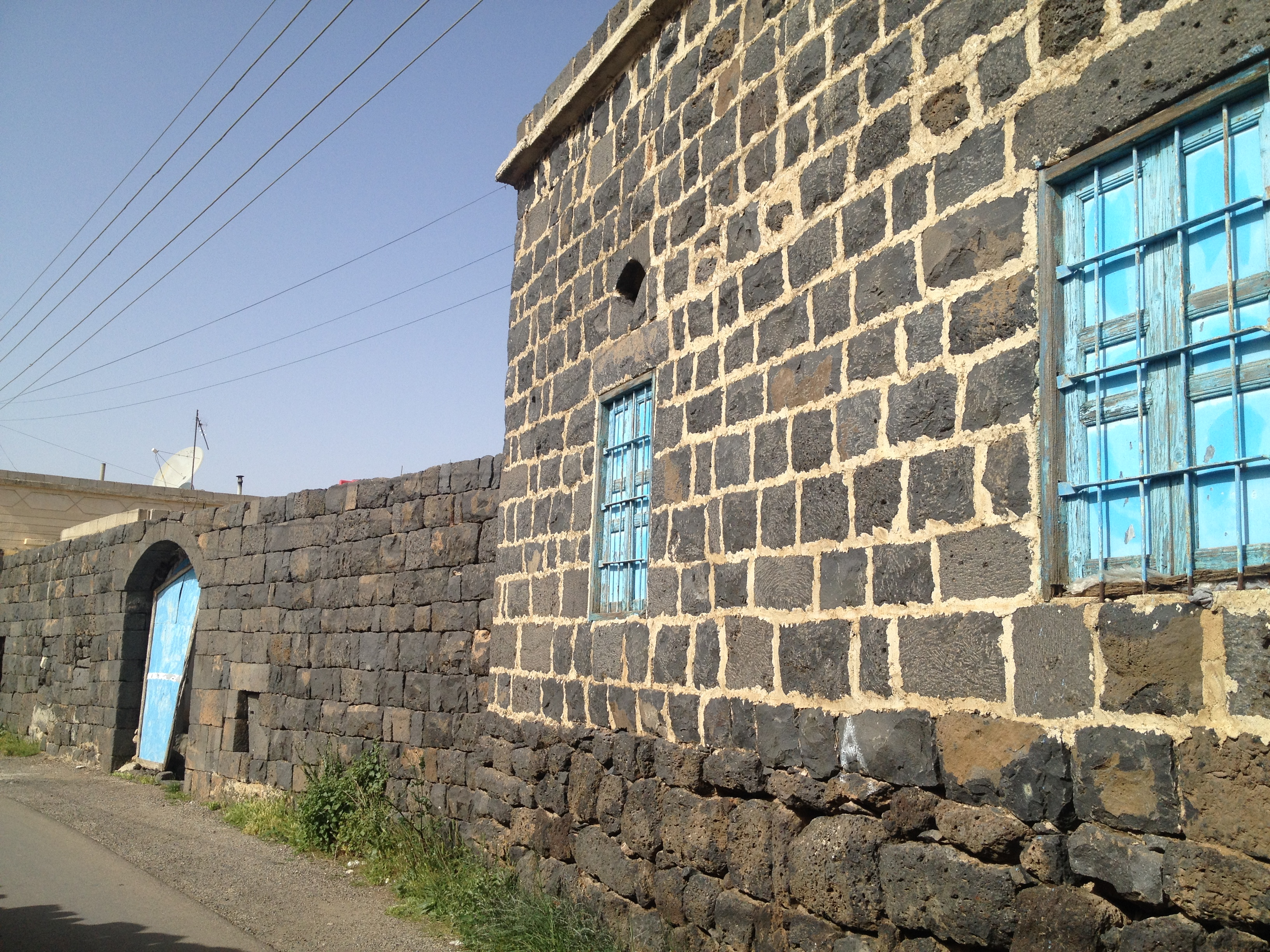
مضافة المجاهد عباس ابو عاصي في قرية نجران
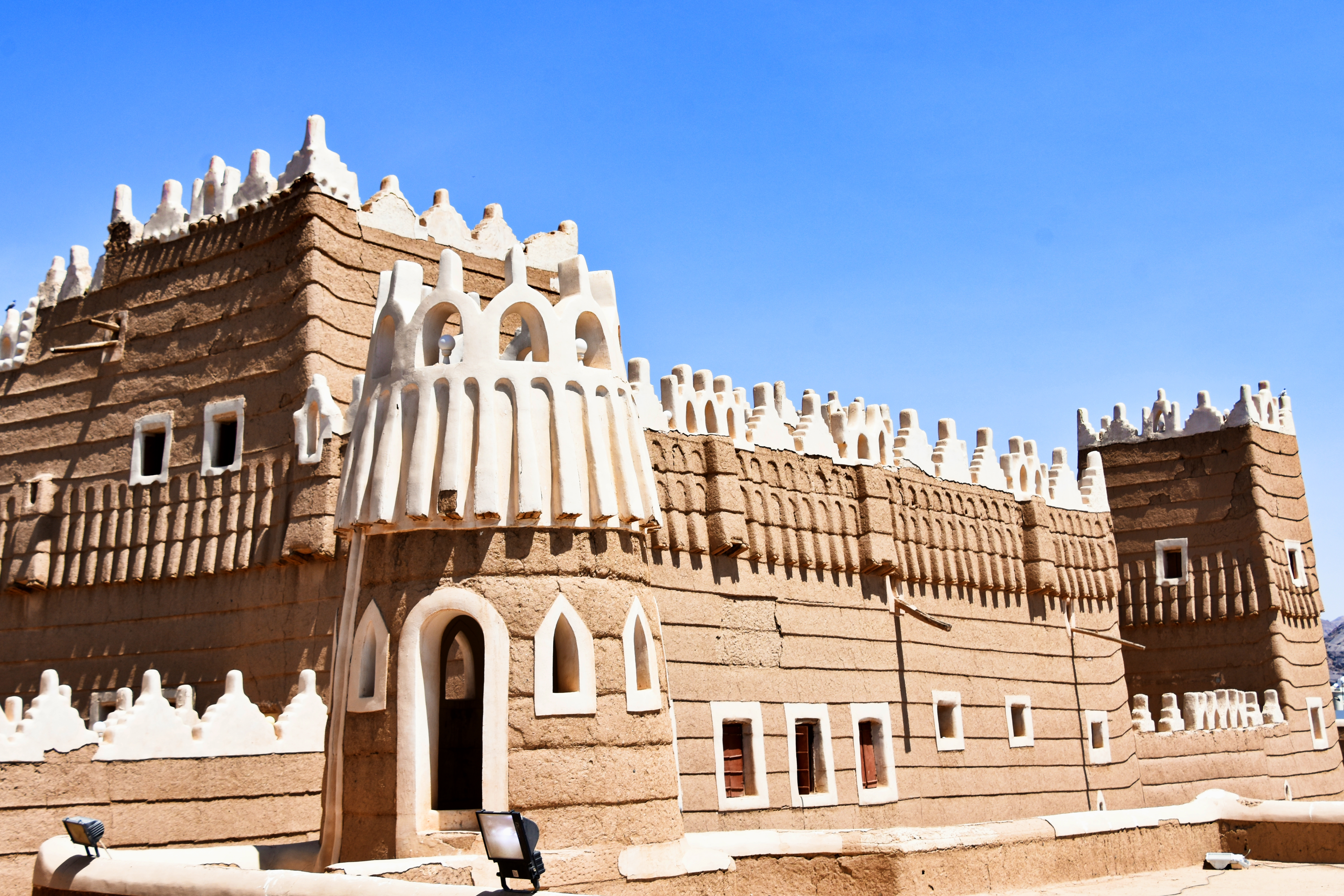
الأمارة قديماً
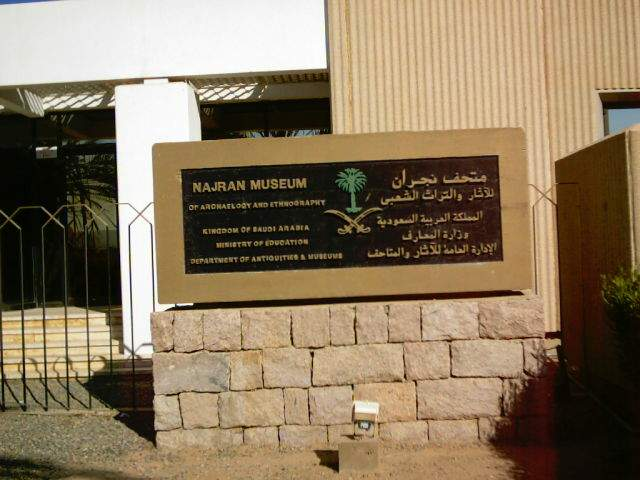
متحف نجران للآثار والتراث الشعبي